# Gaël Brustier
Pour les articles homonymes, voir Brustier.
Gaël Brustier, né le 27 janvier 1978 au Creusot, est un conseiller politique et politologue français. Il est chercheur associé au Centre d'études de la vie politique à l'Université libre de Bruxelles. Il a publié plusieurs essais, notamment sur la droitisation de la vie politique, et a collaboré à plusieurs médias.
Séguiniste puis chevènementiste, il a milité au sein de plusieurs partis politiques, RPR, MDC, MRC, puis Parti socialiste entre 2006 et 2013. Il a été conseiller politique d'Arnaud Montebourg, Julien Dray et Jean-Luc Mélenchon.

## Biographie

### Formation
Il est diplômé de l'Institut d'études politiques de Strasbourg (promotion 2000).
En 2009, il devient docteur en science politique de l'université de Strasbourg, ses travaux — dirigés par Yves Déloye — portant sur le processus d'élaboration de la constitution européenne.

### Parcours militant et professionnel
D'abord séguiniste et militant au Rassemblement pour la République (RPR) à l'âge de dix-sept ans, puis chevènementiste,, il adhère au Mouvement des citoyens (MDC) en 1999, puis rejoint le Mouvement républicain et citoyen (MRC) — dont il est secrétaire national. Il devient un proche de Georges Sarre, et il est son collaborateur à l'époque où ce dernier est maire du 11e arrondissement de Paris et président du MRC.
En 2006, il quitte le MRC et rejoint le Parti socialiste (PS),. Il travaille pour Philippe Baumel, alors premier vice-président de la communauté urbaine Creusot-Montceau et maire du Breuil[réf. souhaitée], puis pour Arnaud Montebourg au conseil départemental de Saône-et-Loire en tant que directeur de cabinet adjoint. En 2011, il dirige la campagne d'Arnaud Montebourg à la primaire socialiste. Considéré pendant un temps comme un proche d'Arnaud Montebourg, il prend ensuite ses distances,,,.
En 2012, Le Journal de Saône-et-Loire affirme que Brustier est un « ex-proche de Montebourg », et qu'il défend aux côtés de Julien Dray l'idée d'un parti socialiste « plus indépendant vis-à-vis de la contrainte européenne », rejetant notamment le traité budgétaire européen. Entre 2012 et 2015[réf. souhaitée], il est  chargé de mission au cabinet de Julien Dray, vice-président du conseil régional d'Île-de-France délégué à la Culture. En 2013, Gaël Brustier siège au conseil national du PS où il représente l’aile gauche du parti. Il y défend notamment l’idée de « rompre avec les politiques d’austérité mortifères » et, se plaçant dans une perspective européenne, affirme que « les intérêts de l’Allemagne qui milite pour l’austérité sont divergents avec ceux des autres pays d’Europe ». L'engagement de Brustier au sein du PS prend fin en 2013,,. En mai 2014, Le Journal de Saône-et-Loire présente Gaël Brustier comme étant l'« ex-secrétaire de la section PS du Charolais ».
En avril 2016, il se rend régulièrement sur la place de la République, là où a débuté le mouvement Nuit debout, et il tire de ses observations son ouvrage #NuitDebout, où il analyse les caractéristiques ce mouvement social,,.
En 2017, il participe à la campagne présidentielle de Jean-Luc Mélenchon, avant de s'éloigner de celui-ci.
En 2018, il est engagé par la webtélé Le Média, sur laquelle il intervient en tant que politologue pendant quelques semaines avant de démissionner, évoquant un management « discutable »,,.
Il est chercheur en sciences politiques associé au CEVIPOL (Centre d'Etudes de la Vie Politique) à l'Université libre de Bruxelles,,,,, spécialiste des droites et des dimensions culturelles de la politique. Il est souvent présenté par les médias comme « chercheur en sciences politiques »,,,,,,. L'Express le qualifie de « sociologue » et Atlantico le présente comme « chercheur en sciences humaines (sociologie, science politique, histoire) ».

## Publications et engagement intellectuel

### Fondations et association
Il est membre de plusieurs fondations :
- la fondation du 2-Mars[4], d'obédience républicaine ;
- l'Observatoire des radicalités politiques de la fondation Jean-Jaurès, proche du parti socialiste[38] ;
- la fondation Res Publica, présidée par Jean-Pierre Chevènement, dont il est membre du conseil scientifique[39] ;
- il a également participé aux travaux de la fondation européenne d'études progressistes (FEPS) sur les mouvements « anti-théorie du genre[40] ».

Il est membre d'Attac.

### La question de l'hégémonie culturelle
Selon Le Monde, Brustier est l'auteur de « plusieurs essais sur les phénomènes de droitisation de la politique », dont À demain Gramsci  en 2015.
Dans cet ouvrage, il avance que les défaites politiques de la gauche s’expliquent par son refus de la bataille des idées, son abandon du combat sur le terrain culturel, qui permettrait pourtant d'instaurer un « sens commun », c'est-à-dire ce qui est ressenti par la majorité des gens comme allant de soi, sans nécessiter d'examen critique. Le mutisme idéologique de la gauche serait la cause de l'émergence d'un « front culturel commun » de la droite conservatrice et populiste, proposant des solutions « autoritaires, inégalitaires et identitaires », et il affirme que « la gauche française est en passe de succomber politiquement et de sortir de l’Histoire »,,,. Dans la continuité de ce travail sur la question de l'hégémonie culturelle, il préface l'édition française de Construire un peuple, livre de Chantal Mouffe, théoricienne du « populisme de gauche » et Íñigo Errejón, fondateur et stratège de Podemos.
Dans La Guerre culturelle aura bien lieu, il affirme que la gauche n'a pas su résister à la « droitisation » des idées. Ce qu'il nomme « l'idéologie de la crise », ou « Occidentalisme », est une idéologie produite selon lui « par le système économique, qui pense la société sur le déclin, menacée par un Orient fantasmé et caricaturé ». Les modèles étudiés par Gaël Brustier seraient valables aussi bien pour les États-Unis que pour la France. Il estime qu'en France, la question de l’Islam est devenue « une obsession, le leitmotiv du débat public comme si c’était l’urgence, aujourd’hui, sur l’agenda politique et social ». D'après lui, une partie de la gauche française est déçue en 2013 par la politique du gouvernement, et il estime que cela est dû au fait que « la gauche en France réfléchit avec les mêmes présupposés que la droite »,,.
Voyage au bout de la droite, essai écrit avec Jean-Philippe Huelin, aborde le thème de la « droitisation » dans plusieurs pays, dont les États-Unis, le Royaume uni, l'Italie et la France, affirmant que sur les décombres des « droites d'hier » apparaît un « phénomène nouveau lié à la peur de déclassement de l'Occident ». Les auteurs estiment que la droite s'est emparée de « l'imaginaire collectif », et que son renouveau s'appuie sur le « néolibéralisme », le « déclinisme », le « néoconservatisme », l'« occidentalisme » et l'« indentitarisme ». Par ailleurs, en France, il existerait une porosité entre la droite et l'extrême droite, les deux ayant le même « cœur de cible » : « les classes populaires des zones périurbaines », tandis que villes et banlieues voteraient à gauche,,.
Dans son ouvrage #NuitDebout, il affirme que Nuit debout est « un mouvement de réarmement du camp progressiste par rapport au pôle sécuritaire-identitaire de la vie politique ».

### Interventions dans les médias
Il intervient dans différents médias, à l'instar de Slate, LCP et La Vie, mais aussi sur RTL dans On refait le monde,, ou sur France 24, dans l'émission de Roselyne Febvre, Politique,. Il collabore à la rubrique « livres » du Monde diplomatique.
En mai 2018, en réponse au manifeste contre le nouvel antisémitisme, il signe la tribune « La lutte contre l'antisémitisme doit être l'affaire de tous » qui paraît dans Le Parisien.

## Ouvrages
- Les socialistes, les altermondialistes et les autres : entre Amérique latine et Europe, la gauche face à sa refondation, Paris, Bruno Leprince, 2008, 189 p. (ISBN 978-2-916333-33-5)
- Avec Jean-Philippe Huelin, Recherche le peuple désespérément, Paris, François Bourin éditeur, 2009, 116 p. (ISBN 978-2-84941-142-1)
- Avec Jean-Philippe Huelin, Voyage au bout de la droite : des paniques morales à la contestation droitière, Paris, Mille et une nuits, 2011, 278 p. (ISBN 978-2-7555-0597-9)
- La guerre culturelle aura bien lieu : l'occidentalisme ou l'idéologie de la crise, Paris, Mille et une nuits, 2013, 234 p. (ISBN 978-2-7555-0699-0)
- Le mai 68 conservateur : que restera-t-il de la Manif pour tous ?, Paris, Le Cerf, 2014, 230 p. (ISBN 978-2-204-10283-4)
- À demain Gramsci, Paris, Le Cerf, 2015, 68 p. (ISBN 978-2-204-10491-3)
- #Nuit debout : que penser ?, Paris, Le Cerf, 2016, 112 p. (ISBN 978-2-204-11430-1, présentation en ligne)
- Le Désordre idéologique, Paris, Éditions du Cerf, coll. « Actualité », 22 septembre 2017, 352 p. (ISBN 978-2-204-10625-2)